# Neguri (métro de Bilbao)
Neguri est une station de la ligne 1 du métro de Bilbao. Elle est située dans le quartier de Neguri, sur le territoire de la commune de Getxo, dans le Grand Bilbao, province de Biscaye de la communauté autonome du Pays Basque, en Espagne.

## Situation sur le réseau
Établie en surface, la station Neguri de la ligne 1 du métro de Bilbao est située entre, la station Aiboa, en direction du terminus nord-ouest Plentzia, et la station Gobela, en direction du terminus sud-est Etxebarri. Elle se trouve en zone tarifaire 2.

Plan du métro.

## Histoire
La station Neguri est mise en service le 11 novembre 1995 lors de l'ouverture à l'exploitation de la première section de la ligne 1 du métro de Bilbao.

## Services aux voyageurs

### Accès et accueil
Elle dispose de deux accès situés sur les rues Zarrenebarri et Christophe Colomb.

### Desserte
Neguri est desservie par des rames de la ligne 1. 

Installations
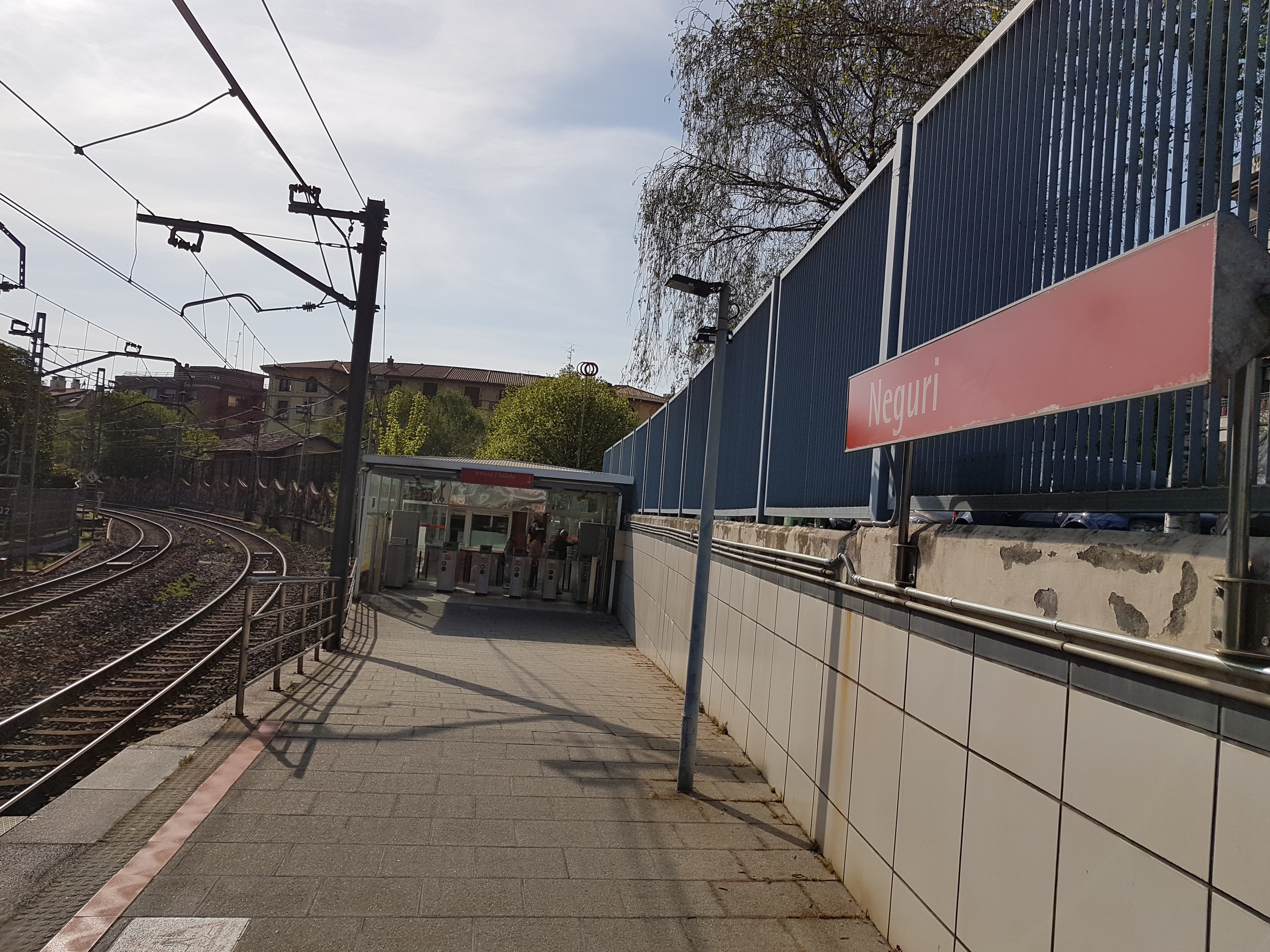
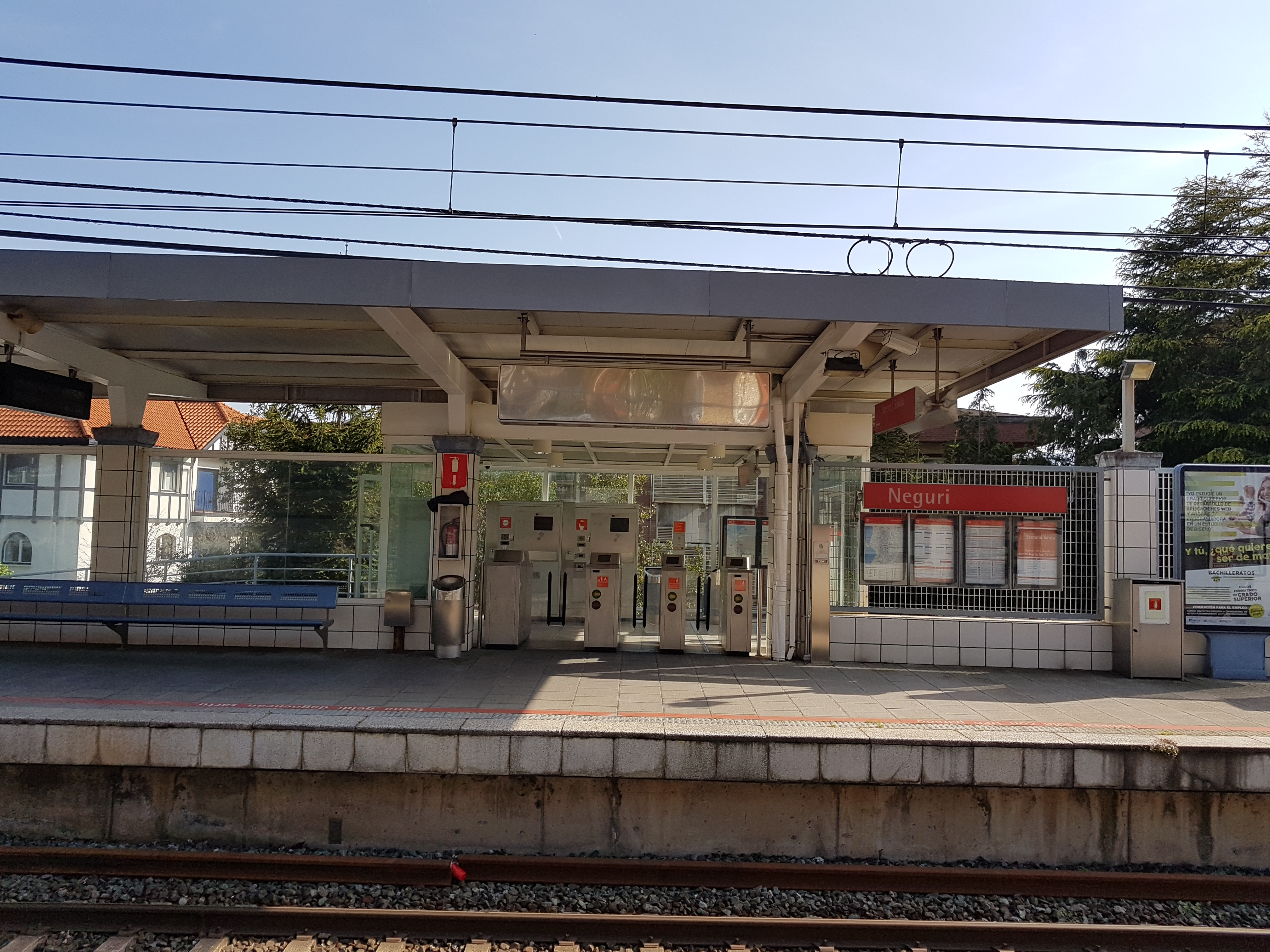
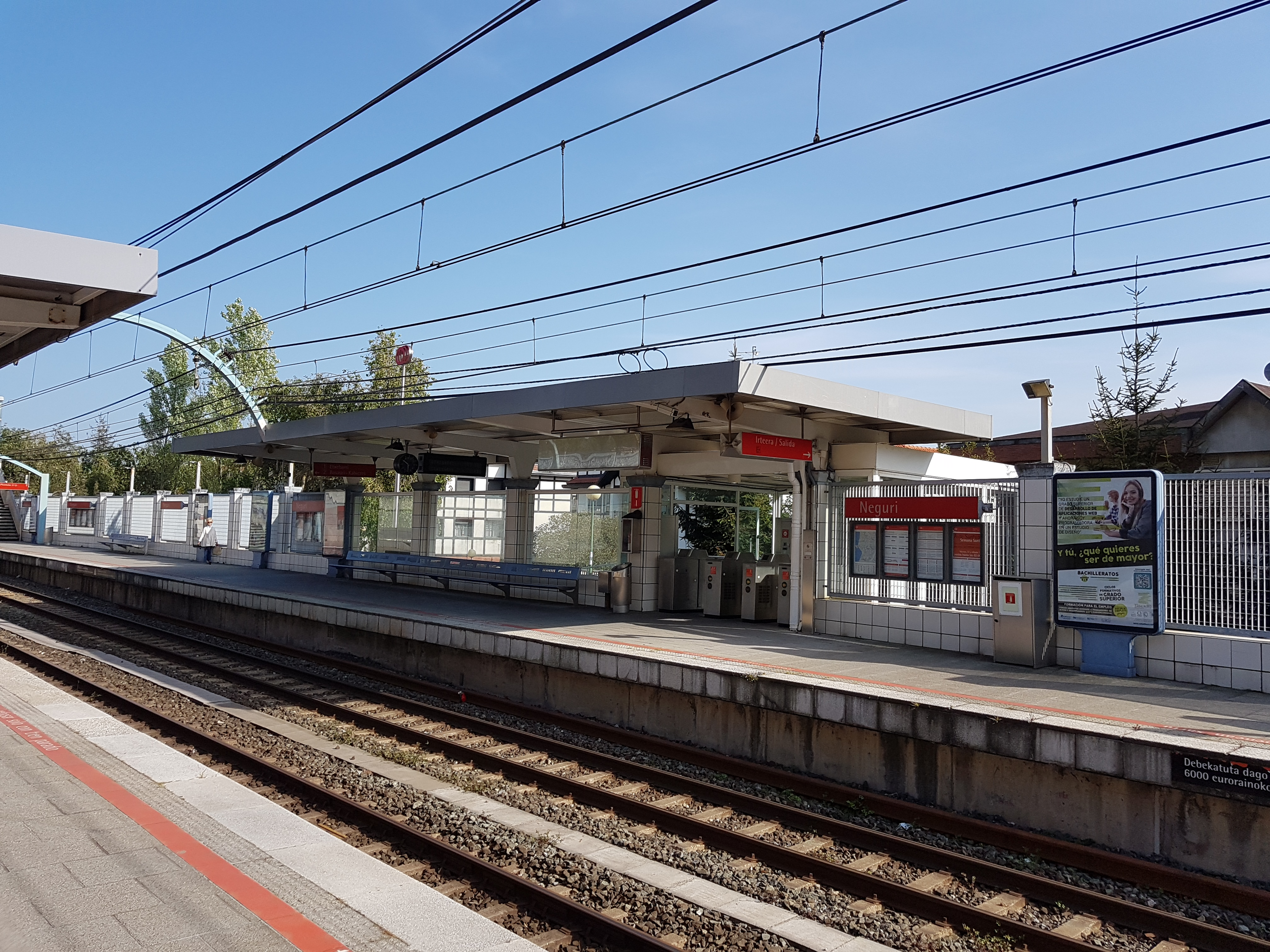